# Suissepro
Im Schweizerischen Dachverband für Sicherheit und Gesundheitsschutz „suissepro“ sind  Fachgesellschaften, die sich um Sicherheit und Gesundheitsschutz am Arbeitsplatz in der Schweiz kümmern, zu einem übergeordneten Dachverband zusammengeschlossen. Alle Mitglieder der Fachgesellschaften sind gleichzeitig Mitglieder des Dachverbandes. Der Sitz des Vereins ist abhängig vom Arbeitsort der Präsidentenkonferenz.
Ziel ist die Pflege des interdisziplinären Austausches von Erfahrungen und Erkenntnissen zwischen den Fachspezialisten von Sicherheit, Arbeitshygiene, Ergonomie und Gesundheitsschutz am Arbeitsplatz. 
Der Verein unterstützt die Fachgesellschaften in ihren Bemühungen zur Stärkung von Sicherheit und Gesundheitsschutz am Arbeitsplatz. Sie nimmt Stellung zu aktuellen Problemen und Fragestellungen der Gesetzgebung, der Forschung und der Praxis auf dem Gebiet der Arbeitssicherheit und dem Gesundheitsschutz am Arbeitsplatz und verwandten Gebieten. 
Sie pflegt den Kontakt und die Zusammenarbeit mit internationalen, nationalen und regionalen Organisationen und Institutionen, die die gleichen Ziele verfolgen.
Der Verein erstellt Stellungnahmen zuhanden von Behörden und Organisationen (Suva, Ekas) zu Gesetzen, Verordnungen und Merkblättern im legislativen Bereich von Arbeitssicherheit und Gesundheitsschutz.
Der Verein hat zwei Kommissionen eingesetzt, die sich mit besonderen Aufgaben befassen: 
- die Grenzwertkommission zur Festlegung von Expositionsgrenzwerten am Arbeitsplatz
- die Wissenschaftskommission, die sich mit Fragen der Förderung und Koordination der Arbeitswissenschaften befasst, den Wissenschaftspreis für herausragende und innovative Arbeiten im Bereich der Arbeitssicherheit und des Gesundheitsschutzes vergibt und sich um die Wahrung der Interessen in den Arbeitswissenschaften kümmert